# Ludwig Egler (Komponist)
Ludwig Egler (* 19. Juni 1894 in Rappenau; † 8. August 1965 in Karlsruhe) war ein deutscher Komponist und Schriftsteller.

## Leben
Egler wurde in Rappenau geboren und kam im Alter von 7 Jahren mit der Mutter und seinen später ebenfalls als Künstler bekannt gewordenen Brüdern Carl und Willi nach Karlsruhe. Dort gehörte er zwölf Jahre der Schulkapelle als Klarinettist an, wobei sich bereits das musikalische Talent des Jungen zeigte. Danach studierte er Klarinette, Musikwissenschaft und Gesang bei Jan van Gorkom und Max Büttner. Während des Studiums richtete er sein Augenmerk dann auf das Lautenspiel und die Lautenmusik. Noch während er in der Gesangsklasse des Karlsruher Konservatoriums studierte, unterrichtete er als Fachlehrer mittelalterliche Lautenmusik. Mit seiner ebenfalls als Lautensängerin wirkenden Frau Lydia und der Tochter Elfi, einer Sopranistin, unternahm Egler jahrelange erfolgreiche Konzerttourneen in Süddeutschland und der Schweiz. 1936 gründete er mit Mitgliedern der Badischen Staatskapelle die Karlsruher Volksmusik, die vor allem im Rundfunk populär wurde. Von Jugend an auch lyrisch begabt, schrieb Egler auch die Texte für seine Kompositionen, in hochdeutsch oder in südfränkischem Dialekt. In seinen späten Jahren engagierte er sich für den Karlsruher Arbeiter-Bildungs-Verein.
Die drei Egler-Brüder waren dem Künstlerbund Karlsruhe stets eng verbunden und hatten große Bedeutung im gesellschaftlichen Leben der Stadt. Sie sind in einer gemeinsamen Grabanlage auf dem Karlsruher Hauptfriedhof beerdigt.

## Werk
Eglers musikalisches Werk umfasst mehrere hundert Lieder, die teilweise in Liedzyklen zusammengefasst sind. Zu seinen umfangreichen Werken zählen das Badische Liederbuch und das Oberrheinische Liederbuch mit jeweils 50 Liedern sowie die Volksopern Das kalte Herz und Der silberne Käfig. Außerdem hat er zahlreiche weitere Liedzyklen verfasst, rund 70 Gedichte von Brentano, Eichendorff, Lenau und Storm vertont sowie knapp 90 Gitarren-Soli und -Studien komponiert. Sein Karlsruher Wiegenlied war die erste Rundfunkaufnahme der Sopranistin Erika Köth.
Aus seinem literarischen Werk ragt der seiner Heimatstadt Karlsruhe gewidmete Gedichtband Die Fächerstadt als die bekannteste von mehreren Gedichtfolgen heraus.